# Чубраева, Лидия Игоревна
Лидия Игоревна Чубраева (род. 3 февраля 1946, Рассказово, Тамбовская область, РСФСР) — российский учёный-электротехник, доктор технических наук, специалист в области исследований электромагнитных процессов для новых классов электромеханических преобразователей энергии. Член-корреспондент РАН, директор «Института инновационных технологий в электромеханике и энергетике» (факультет был преобразован в институт) Санкт-Петербургского государственного университета аэрокосмического приборостроения и Научно-исследовательского института инновационных технологий в электромеханике и электроэнергетике Санкт-Петербургского государственного университета аэрокосмического приборостроения.

## Биография
- Окончила Ленинградский институт авиационного приборостроения по специальности «инженер-электромеханик» в 1970 году[5].
- С 1970 по 1995 год — инженер, аспирант, м.н.с., с.н.с., зав. научной лабораторией, зав. научным отделом Всесоюзного научно-исследовательского института электромашиностроения (ВНИИэлектромаш)[6].
- В 1980 году защитила диссертацию кандидата технических наук.
- В 1992 году защитила диссертацию доктора технических наук.
- С 1995 по 2005 год — зам. директора по научной работе Отдела (на правах института) электроэнергетических проблем РАН[6].
- 30 мая 1997 года избрана членом-корреспондентом РАН.
- с 2000 года — заведующая кафедрой информационных технологий в электромеханике и робототехнике Санкт-Петербургского государственного университета аэрокосмического приборостроения[7].
- C 2004 года — директор Научно-исследовательского института инновационных технологий в электромеханике и электроэнергетике Санкт-Петербургского государственного университета аэрокосмического приборостроения.
- C 2005 года — главный научный сотрудник Института электрофизики и энергетики РАН[6].
- C 2006 года — декан факультета «Интеллектуальные системы управления и нанотехнологии» Санкт-Петербургского государственного университета аэрокосмического приборостроения.
- C 2013 года — директор Института инновационных технологий в электромеханике и энергетике Санкт-Петербургского государственного университета аэрокосмического приборостроения (преобразование факультета в институт), заведующая кафедрой « Кафедра технической физики, электромеханики и робототехники» Санкт-Петербургского государственного университета аэрокосмического приборостроения (переименование кафедры).

## Награды, признание
- 1999 — Медаль ордена «За заслуги перед Отечеством» II степени — за заслуги перед государством, многолетний добросовестный труд и большой вклад в укрепление дружбы и сотрудничества между народами[8]
- 2003 — Премия Правительства Российской Федерации в области науки и техники за 2002 год — за создание новых типов электрических машин на основе высокотемпературных сверхпроводников[9]
- 2003 — Медаль «В память 300-летия Санкт-Петербурга»[6]
- 2006 — Орден Почёта[10]
- 2013 — Премия имени А. Н. Крылова Правительства Санкт-Петербурга[11]
- 2021 — Орден Дружбы — за большие заслуги в научно-педагогической деятельности и многолетнюю добросовестную работу

## Книги
- Генераторы нетрадиционного исполнения (исследования и методы расчёта) / Л. И. Чубраева. — Л.: Наука. Ленингр. отд-ние, 1991. 246 с.
- Новые конструкции генераторов и проблемы их создания / Я. Б. Данилевич, Л. И. Чубраева, Рос. акад. наук. Научный совет по комплексной проблеме 'Научные основы электрофизики и электроэнергетики', Всероссийск. науч.-исслед. ин-т электромашиностроения; Ред. И. А. Глебов. — СПб.: Наука, 1993. — 223 с.

### Под её редакцией
- Исследование электромагнитных полей в гидрогенераторах / И. А. Глебов, Г. В. Карпов, Е. Ф. Харламова, Рос. акад. наук, Отдел электроэнергетических проблем; Отв. ред. Л. И. Чубраева. — СПб. : Наука, 2005. — 341 с.

### Памяти учёных
- Игорь Алексеевич Глебов, 1914—2002 / Б. И. Иванов, Л. И. Чубраева; отв. ред. В. М. Орёл. — Санкт-Петербург : Наука, 2006. — 346, [2] с. : ил., цв. ил., карт., портр.; 22 см. — (Научно-биографическая литература / Российская акад. наук).; ISBN 5-02-032749-2